# 哀愁のページ
「哀愁のページ」（あいしゅうのページ）は、南沙織通算5枚目のシングル。1972年9月21日発売。発売元はCBS・ソニー。

## 解説
洋楽のオールディーズ・ナンバーを中心としたカヴァー・アルバム『哀愁のページ』と同じ日に発売されたシングル。イントロに英語のセリフが入る。EPパッケージには、アメリカ本土へ訪れた際に撮影されたフォトや、ジャケットの別カットなどのミニ写真集が封入された。 
「哀愁のページ」を発売した当時、音楽プロデューサー・酒井政利の口から「（ヒットチャートの）1位を狙えるかもしれない」と聴いた南が、先にも後にも唯一、順位が気になった曲だという。上記の同日発売アルバムの1曲目に収録されているほか、次のアルバム『早春のハーモニー』（1972.12.21）でも1曲目を飾っているが、アレンジと冒頭の英語の台詞が変わった別ヴァージョンでの収録となっている。
B面の「美しい娘たち」は、雑誌『平凡』募集歌。

## 収録曲
1. 哀愁のページ（2:51）
  - 作詞: 有馬三恵子、作曲・編曲: 筒美京平
2. 美しい娘たち（2:55）
  - 作詞: 土橋正之・有馬三恵子、作曲・編曲: 筒美京平

## 収録作品（LP・CD）
- 哀愁のページ

哀愁のページ（アルバム）
ギフトパック 南沙織 -1972年版-
ギフトパック 南沙織 -1973年版-
南沙織デラックス
南沙織ヒット全曲集 -1975年版-
Best of Best 南沙織のすべて
南沙織ヒット全曲集 -1976年版-
シンシアのハーモニー
シンシア・ラブ
THE BEST / 南沙織 -1978年6月版-
THE BEST / 南沙織 -1978年11月版-
THE BEST / 南沙織 -1979年6月版-
THE BEST / 南沙織 -1979年11月版-
THE BEST / 南沙織 -1980年版-
THE BEST / again 南沙織
THE BEST / 南沙織 -1982年版-
南沙織のすべて
南沙織ベスト・コレクション
南沙織ベスト Recall 〜28 SINGLES SAORI + 1〜
Cynthia Memories
Cynthia Best 〜 Eternity
GOLDEN J-POP/THE BEST 南沙織
CYNTHIA ANTHOLOGY
DREAM PRICE 1000 南沙織 17才
GOLDEN☆BEST 南沙織 筒美京平を歌う
南沙織 THE BEST 〜 Cynthia-ly
ドーナツ盤型12cmCDコレクション
Cynthia Premium
南沙織 スーパー・ベスト
南沙織 BEST OF BEST
GOLDEN☆BEST 南沙織 コンプリート・シングルコレクション
GOLDEN☆BEST 新三人娘 〜天地真理・小柳ルミ子・南沙織〜
南沙織 スーパー・ヒット
南沙織 ベスト・ヒット
ゴールデン☆アイドル 南沙織
CYNTHIA ALIVE
- 哀愁のページ -早春篇-

早春のハーモニー
Cynthia Premium
- 哀愁のページ -インストゥルメンタル-

20才まえ
Cynthia Premium
- 哀愁のページ -SQ 4ch Ver.-

南沙織ヒット全曲集 -1974年版-
- 哀愁のページ -Live #1 （メドレー）-

CYNTHIA IN CONCERT
CYNTHIA ANTHOLOGY
- 哀愁のページ -Live #2 （SAORI HIT MEDLEY）-

SAORI ON STAGE
CYNTHIA ANTHOLOGY
- 哀愁のページ -Live #3-

Good-bye Cynthia
Cynthia Memories
- 美しい娘たち

Cynthia Memories
GOLDEN J-POP/THE BEST 南沙織
CYNTHIA ANTHOLOGY
GOLDEN☆BEST 南沙織 筒美京平を歌う
ドーナツ盤型12cmCDコレクション
Cynthia Premium
ゴールデン☆アイドル 南沙織